# Fédération pakistanaise de tir à l'arc
La Fédération de tir à l'arc du Pakistan est chargée d'organiser et de développer la pratique du tir à l'arc au Pakistan. Elle est basée à Peshawar, dans le Khyber Pakhtunkhwa.   